# Németh Vilmos
Németh Vilmos Mihály (Győrszentmárton, 1843. szeptember 25. – Tihany, 1912. július 30.) bencés rendi tanár, igazgató, pap.

## Élete
1861-ben lépett be a bencés rendbe. A teológiát Pannonhalmán végezte. 1868. augusztus 1-én pappá szentelték. 1868-1872 között Pápán, 1872-1879 között Komáromban gimnáziumi hittanár, 1879-től igazgató és a mértani rajz tanára, 1887-től kápolna-ellenőr is. 1895-től Sopronban lett gimnáziumi hittanár. 1897-1899 között Tárkányban, majd Szentivánon lelkész. 1908-ban nyugdíjba vonult. 1910-től Tihanyban perjel. 
Szerkesztette a komáromi szent Benedek-rendi katolikus kisgimnázium Értesítőjét 1880-1895 között.

## Művei
- Szót kérek. Régészeti értekezés. Komárom, 1875
- Pannonhalmán alapított szent Benedekrend főapátsági székesegyház újjászületésének emlékére... Komárom, 1876 (óda)
- Magyarország hegy-, sík- és vízrajzi viszonyainak átnézeti térképe. Iskolai használatra. Budapest, 1881

Cikkei a komáromi bencés gimnázium Értesítőjében:
- 1878 Európa politikai és társadalmi állapota a XVIII. században
- 1881 A kereszténység meghonosodása Magyarországon
- 1890 Magyarország fürdőhelyeinek és ásványvizeinek áttekintő ismertetése
- 1892-1893 Néhai Király József püspök által Komárommegye kath. nemes ifjúsága részére tett iskolai ösztöndíjalapítvány története 1814-től 1861-ig, az alkotmány visszaállításáig
- 1894 A komáromi kath. gymnasium története 1776-1812-ig